# Rudolf Schreiter
Max Rudolf Schreiter (* 31. Mai 1885 in Dresden-Neustadt; † 2. Juli 1948 in Freiberg) war ein deutscher Geologe und Hochschullehrer.

## Leben und Werk
Er war der Sohn des Geheimen Rechnungsrates im Sächsischen Kriegsministerium in Dresden, Karl Louis Schreiter, und der Agnes Bertha, geborene Krumpel. Nach dem Schulbesuch studierte er von 1905 bis 1909 Naturwissenschaften an der Universität Freiburg im Breisgau, der Technischen Hochschule Dresden und der Universität Leipzig. 1909 promovierte er zum Dr. phil. und legte 1910 das Staatsexamen für das Lehramt mit der Lehrberechtigung für Mineralogie, Geologie, Chemie, Botanik und Zoologie ab.
1911 wurde er Lehrer am Annen-Realgymnasium Dresden und von 1912 bis 1913 an der Höheren Lehranstalt für Mädchen Dresden.
Ab 1920 war er an der Forstlichen Hochschule Tharandt und habilitierte 1922 an der Bergakademie Freiberg, wohin er 1928 wechselte. Dort wurde er 1942 zum Bezirksgeologe ernannt. 1947 übernahm er die Leitung des Geologischen Instituts in Freiberg, kurz darauf starb er.

## Schriften (Auswahl)
- Über Meteoriten, mit Berücksichtigung der in Sachsen gefundenen Meteoreisen. Hille, Dresden 1913.
- Geologischer Führer durch das Erzgebirge. Freiberg i. Sa. 1927.
- (Mitautor): Zur Kenntnis türkischer Gesteine aus dem Schwarzen-Meer-Gebiet, Mittelanatolien, Mittelmeergebiet und Thrazien. Ankara 1936.